# Winston Churchill z pistoletem maszynowym Thompson

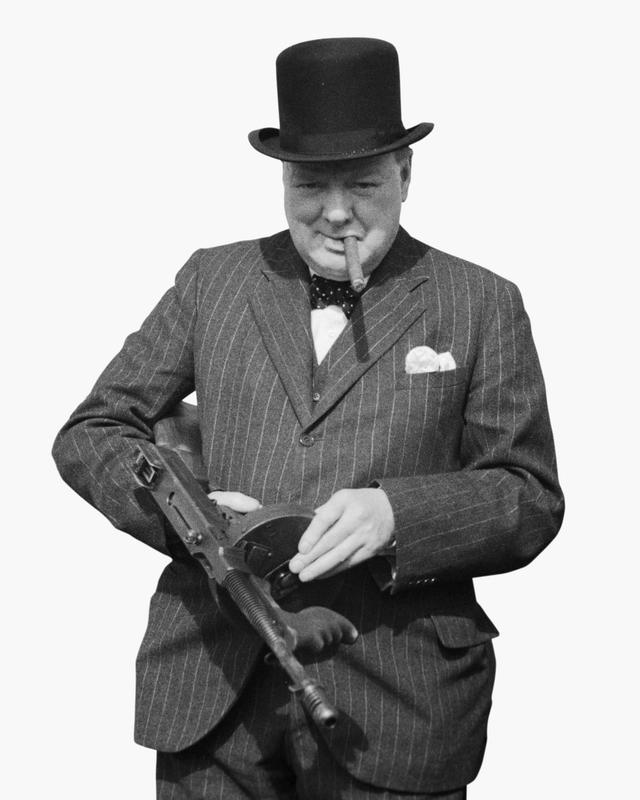
Winston Churchill z pistoletem maszynowym Thompson M1928 na wyretuszowanej fotografii (1940)

Winston Churchill z pistoletem maszynowym Thompson – fotografia premiera Wielkiej Brytanii Winstona Churchilla autorstwa William George’a Hortona wykonana 31 lipca 1940 roku, znajdująca się w zbiorach Imperial War Museum w Londynie.

## Opis
W wyniku klęski Francji w czerwcu 1940 roku, Wielka Brytania pozostała sama przeciwko triumfującemu kanclerzowi Rzeszy Adolfowi Hitlerowi. Churchill pomimo trudnej sytuacji, obiecał Brytyjczykom walkę z nazistowskimi Niemcami na lądzie, morzu i w powietrzu oraz to, że Wielka Brytania nigdy nie podda się Hitlerowi. By wesprzeć brytyjskie morale, Churchill kilkukrotnie w towarzystwie wojskowych i dziennikarzy, udał się na wybrzeże, by obejrzeć brytyjskie fortyfikacje. Podczas jednej z takich wizyt został sfotografowany, jak w kapeluszu i z cygarem, wypróbowuje amerykański pistolet maszynowy Thompson M1928, w pobliżu miasta Hartlepool w północnej Anglii.

Fotografia została wykorzystana propagandowo przez Brytyjczyków, którzy usunęli pozostałe osoby z kadru, aby przedstawić Churchilla jako zdeterminowanego i walecznego męża stanu. Niemcy, którym udało się zdobyć fotografię, porównali Churchilla do gangstera z Amerykańskiego Zachodu; minister propagandy i oświecenia publicznego Rzeszy Joseph Goebbels uznał ją za dar niebios i używał jej na szeroką skalę w Niemczech, a także w czasie powietrznej bitwy o Anglię, z tekstem w języku angielskim „Poszukiwany” i na dole: „za podżeganie do morderstwa”. Na odwrocie ulotek zrzucanych nad Anglią, znajdował się tekst o treści: 

Ten gangster, którego widzicie na zdjęciu w swoim żywiole, swoim przykładem podżega was do udziału w takiej formie wojny, w której główne role wezmą kobiety, dzieci i zwykli obywatele. Ta absolutnie przestępcza forma prowadzenia wojny, zakazana przez konwencję haską, będzie karana zgodnie z prawem wojennym. Uratujcie przynajmniej własne rodziny przed okropnościami wojny!